# Guido von Maffei
Guido von Maffei (* 1. Juli 1838 in München; † 28. Dezember 1922 ebenda) war ein deutscher Maler.

## Leben
Von Maffei war der Sohn des Guts- und Ziegeleibesitzers Karl Friedrich Ritter von Maffei (1809–1877) und der Maria Sigismunde, geborene Fehr, einer Großhändlerstochter aus Triest (1814–1877). Der Großvater, Pietro Paolo Maffei war 16-jährig aus Trient nach München gekommen, hatte als Großhändler und Tabakfabrikant ein Vermögen gemacht und war als Peter Paul von Maffei in den erblichen bayerischen Adelsstand erhoben worden. Guido besuchte das Münchner Maximiliansgymnasium, an dem er 1858, unter anderem mit Wilhelm Marc, mit dem Abitur abschloss. Er studierte zunächst Rechtswissenschaften an der Ludwig-Maximilians-Universität München. Mit dem 25. April 1863 ist sein Eintritt in die Antikenklasse der Münchner Kunstakademie dokumentiert. Ab 1865 in der Malklasse von Carl Theodor von Piloty, spezialisierte er sich zusätzlich bei dem gleichaltrigen Zügel-Schüler Otto Gebler als Tiermaler. 1873 heiratete er seine Cousine Auguste von Alram (1851–1930) aus Görz im österreichischen Friaul und ließ sich in der Münchner Maxvorstadt mit Wohneigentum und Atelier nieder. Ab 1880 hielt er sich häufig in der von Georg Hauberisser geplanten Maffei-Villa auf Gut Buchhof bei Starnberg auf. Sein Grabstein, auf dem sich auch die Namen seiner Frau und seines Bruders Paul (1852–1914) befinden, ist auf dem Alten nördlichen Friedhof an der Arcisstraße in München erhalten.
Von Maffei war Mitglied und ab 1869 Aussteller der Münchner Künstlergenossenschaft (MKG) im königlichen Glaspalast und trat 1892 dem Verein bildender Künstler Münchens „Secession“ bei. Er erhielt mehrere Preismedaillen und wurde zum Titular-Professor ernannt. Er widmete sich fast ausschließlich der Darstellung von Tieren in freier Wildbahn, die in Wald- und Wiesenlandschaften eingefügt sind, häufig auch im Kampf untereinander oder vom Menschen beziehungsweise seinen Hunden gejagt. Seine Arbeiten zeigte er außer in München auch in Ausstellungen unter anderem in Berlin, Bremen, Dresden, Hamburg und Wien. Zahlreiche seiner Gemälde erschienen als Holzstich-Illustrationen in populären Zeitschriften wie Die Gartenlaube, Meisterwerke in Originalholzschnitten oder Velhagen und Klasings Monatshefte. Zu seinen Lebzeiten für öffentliche Sammlungen angekauft wurden die Bilder Sichere Beute von 1879 (Dresden, Galerie Neuer Meister) und Wackere Kämpfer – Dachshunde stellen einen Dachs von 1882 (München, Neue Pinakothek).

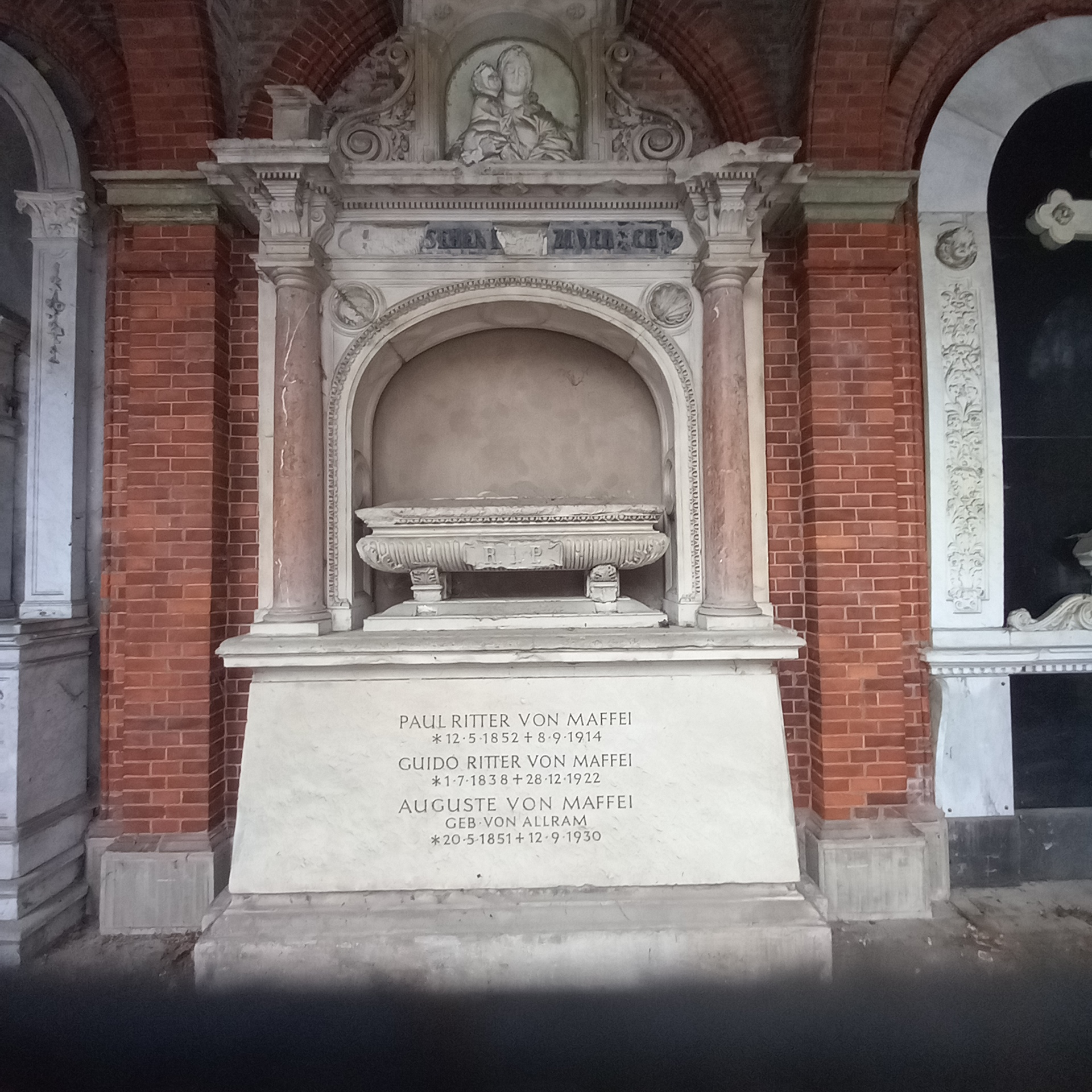
Grab für Guido von Maffei und seine Ehefrau Auguste geborene von Allram, Alter Nördlicher Friedhof in München

## Werke (Auswahl)
- Beim Fuchsriegeln, 1869: Katalog zur I. internationalen Kunstausstellung im kgl. Glaspalast zu München, 1869, Nr. 878.
- Fuchs am Morgen auf Raub ausgehend: Wien, internationale Kunstausstellung 1871.
- Sichere Beute, 1879: Staatliche Kunstsammlungen Dresden, Galerie Neue Meister.
- Wackere Kämpfer, Dachshunde stellen einen Dachs, 1882: München, Neue Pinakothek; Abb. in: Friedrich Pecht, Geschichte der Kunst im 19. Jahrhundert / Münchner Maler, Band 3 (1982).
- The Boar Hunt (Wildschweinjagd), 1882/83: Telfair Museum of Art, Savannah, GA, USA.
- Oktoberabend, um 1898: Städtisches Museum Braunschweig; Ankauf des Braunschweiger Kunstvereins auf der 35. Braunschweiger Kunstausstellung 1898; Inv.Nr. 1200-0376-00.

## Bildnis
- Theodor Hilsdorf: Guido von Maffei, Fotografie: München, Stadtmuseum, Porträtsammlung, Inv.nr. G 28/1451 (stadtmuseum.bayerische-landesbibliothek-online.de Abbildung).
- Armin Jacobi (* 1844): Guido von Maffei in seinem Atelier zu München, Holzstich nach Originalzeichnung, in: Der Waidmann, Blätter für Jäger und Jagdfreunde. Erste Illustrirte Deutsche Jagdzeitung. Offizielles Organ des „Allgemeinen Deutschen Jagdschutz-Vereins“. Redigirt von R. von Schmiedeberg. Paul Wolff, Leipzig 1882.

## Autographen
- Guido von Maffei: Brief an Konrad Dreher: Münchner Stadtbibliothek Monacensia; s. Kalliope Verbundkatalog (online).